# Joseph Mallord William Turner
Joseph Mallord William Turner (Covent Garden, Londres, 23 d'abril de 1775 - 19 de desembre de 1851) fou un pintor anglès que pintava paisatges, l'estil del qual s'ha considerat com a precursor avant la lettre de l'impressionisme.

## Vida i carrera
El seu pare, William Turner, va ser un fabricant de perruques i barber. La seva mare, Mary Marshall, una mestressa de casa, encara jove va perdre a poc a poc la seva estabilitat mental, potser a causa de la mort de la germana petita de Turner, el 1783. Va morir el 1804, reclosa en un psiquiàtric.
Possiblement, aquesta situació va conduir que el jove Turner fos enviat el 1785 amb el seu oncle matern, Joseph Mallord William Marshall, un carnisser a Brentford, un petit poble a l'oest de Londres, a prop del riu Tàmesi. El primer exercici artístic conegut de Turner és d'aquest període: una sèrie de colors simples de plaques gravades de la "Vista pintoresca de les antiguitats d'Anglaterra i Gal·les" de Henry Boswell.
Un any després va anar a l'escola a Margate, a Kent, a l'est de Londres, a l'estuari del Tàmesi. Allà va realitzar una sèrie de dibuixos de la ciutat i els voltants que prefiguraven la seva obra posterior. Moltes pintures van ser exposades a l'aparador de la botiga del seu pare i venuts per pocs xílings. A Margate, el 16 d'abril de 2011, es va inaugurar la Turner Contemporary, museu i centre d'art modern, en un edifici dissenyat per l'arquitecte David Chipperfiled.

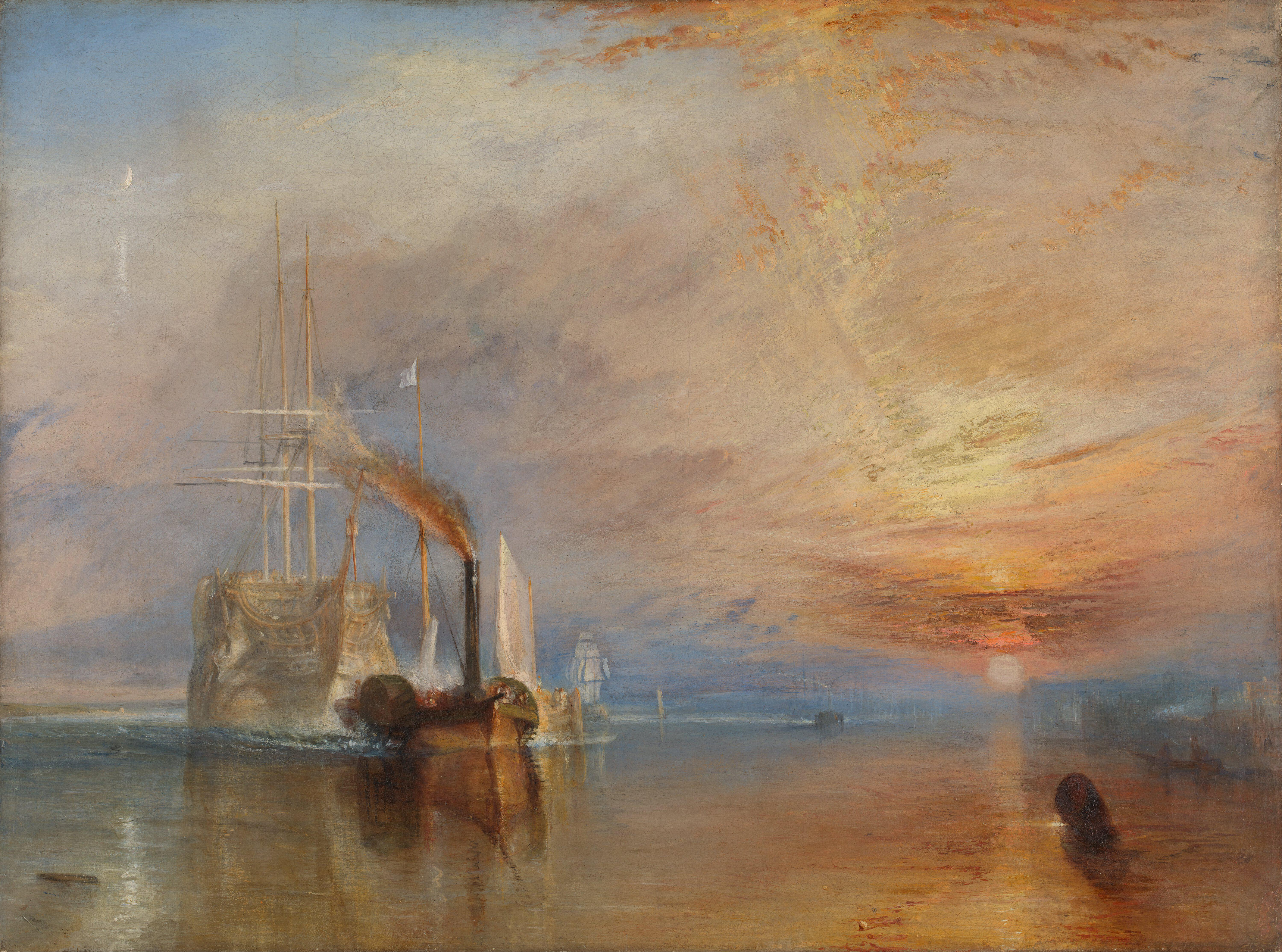
El Temerari remolcat a dic sec (1839)

Turner va entrar a les escoles de la Royal Academy of Arts amb tan sols 14 anys. Va ser acceptat als 15, ja que, a diferència dels seus contemporanis, estava interessat a formar part d'aquesta. Al principi, va mostrar un entusiasta interès per l'arquitectura, però la seva activitat artística va ser estimulada per l'arquitecte Thomas Hardwick júnior. Sir Joshua Reynolds, president de Royal Academy llavors, va admetre Turner i el va orientar definitivament al món de l'art. Una aquarel·la seva va ser acceptada per a l'exposició estival de la Reial Acadèmia el 1790, després de només un any d'estudi. El seu primer oli va ser exhibit el 1796. Durant la resta de la seva vida, va exposar regularment a l'Acadèmia.
És comunament conegut com el pintor de la llum, rebatejat no solament pels seus olis sinó també com a aquarel·lista, ja que se'l considera un dels fundadors de la pintura paisatgística anglesa a aquarel·la.
Un dels seus quadres més famosos és El Temerari remolcat a dic sec pintat el 1839, dipositat a la National Gallery de Londres.
Turner va viatjar al voltant d'Europa, en començar la seva travessia a França i Suïssa el 1802. Va estudiar al Louvre de París, el mateix any. També va visitar Venècia. Durant una visita a Lyme Regis, a Dorset a Anglaterra, va pintar una escena de tempesta, ara al museu de Cincinnati, Ohio.

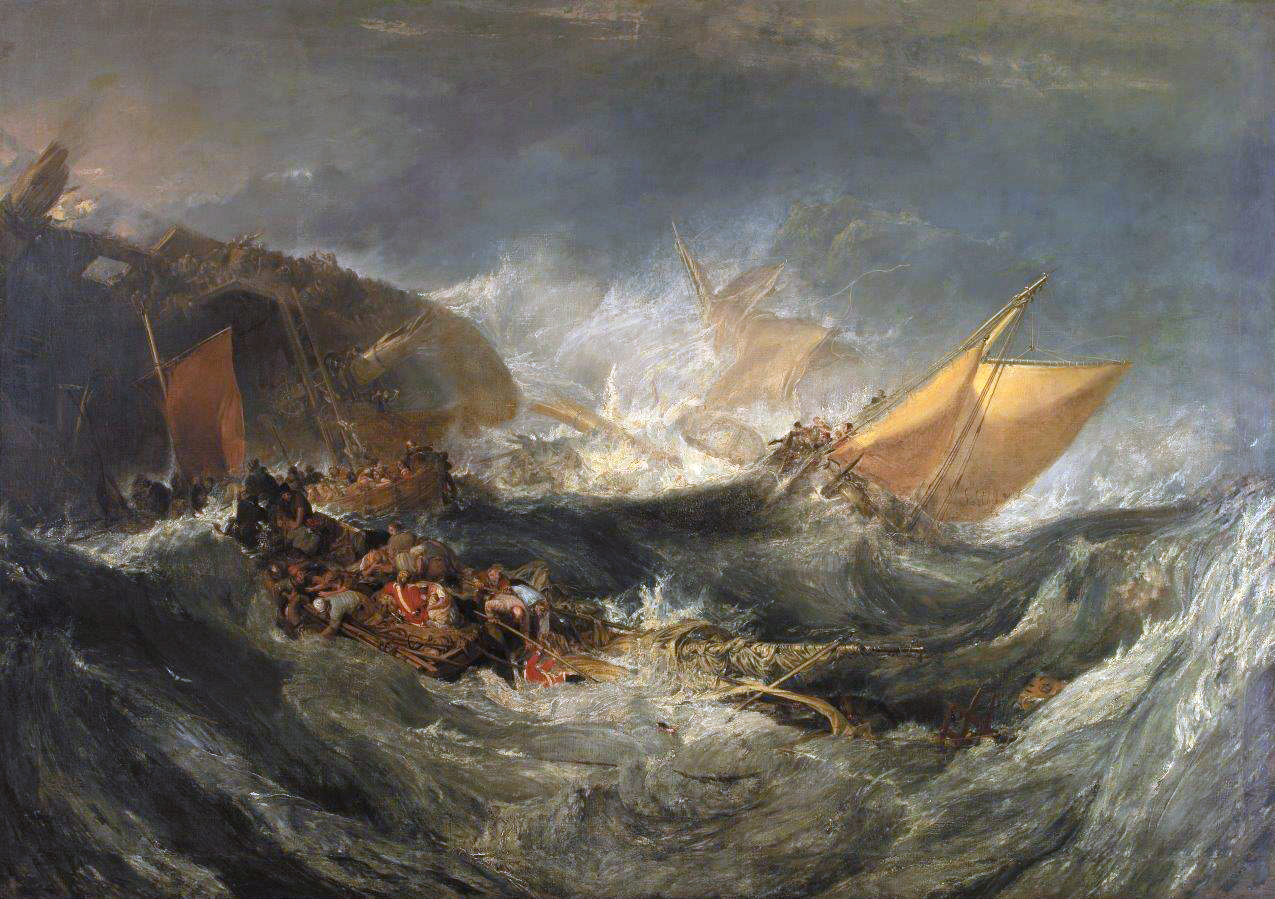
El naufragi, oli sobre tela

Tal com envellia, Turner es va tornar més excèntric. Va tenir pocs amics, excepte el seu pare, que va conviure amb ell trenta anys, assistint-li eventualment en el seu estudi. El seu pare va morir el 1829, la qual cosa li va produir una profunda impressió, per la qual va entrar en depressió.
Va morir a la seva casa a Cheyne Walk, a Chelsea, Londres, el 19 de desembre de 1851. Segons els seus desigs, va ser enterrat a la catedral de Sant Pau (St. Paul's Cathedral), on descansa al costat de sir Joshua Reynolds. La seva última exhibició a la Reial Acadèmia va ser el 1850.

## Estil
El talent de Turner va ser reconegut molt aviat, convertint-lo en un acadèmic els 23 anys. Tal independència econòmica li va permetre innovar de manera sorprenent, per a molts. D'acord amb la Història il·lustrada de l'art, de David Pipper, les seves últimes pintures van ser denominades puzzles fantàstics. No obstant això, Turner és reconegut com un geni: el crític anglès John Ruskin va descriure Turner com «l'artista que amb més encert mesura els estats d'anim de la natura.»
Turner és un pintor romàntic interessat en la filosofia sublim; retrata el sorprenent poder de la natura sobre l'home. Focs, catàstrofes, enfonsaments, fenòmens naturals són descrits pel pintor. En les seves teles, constata que la humanitat no és més que un conjunt de peons de la natura. Com altres romàntics, considera el paisatge natural com un reflex del seu humor. Turner va mostrar el poder violent del mar, com en Dawn after the Wreck (1840) o el Vaixell d'esclaus, 1840.

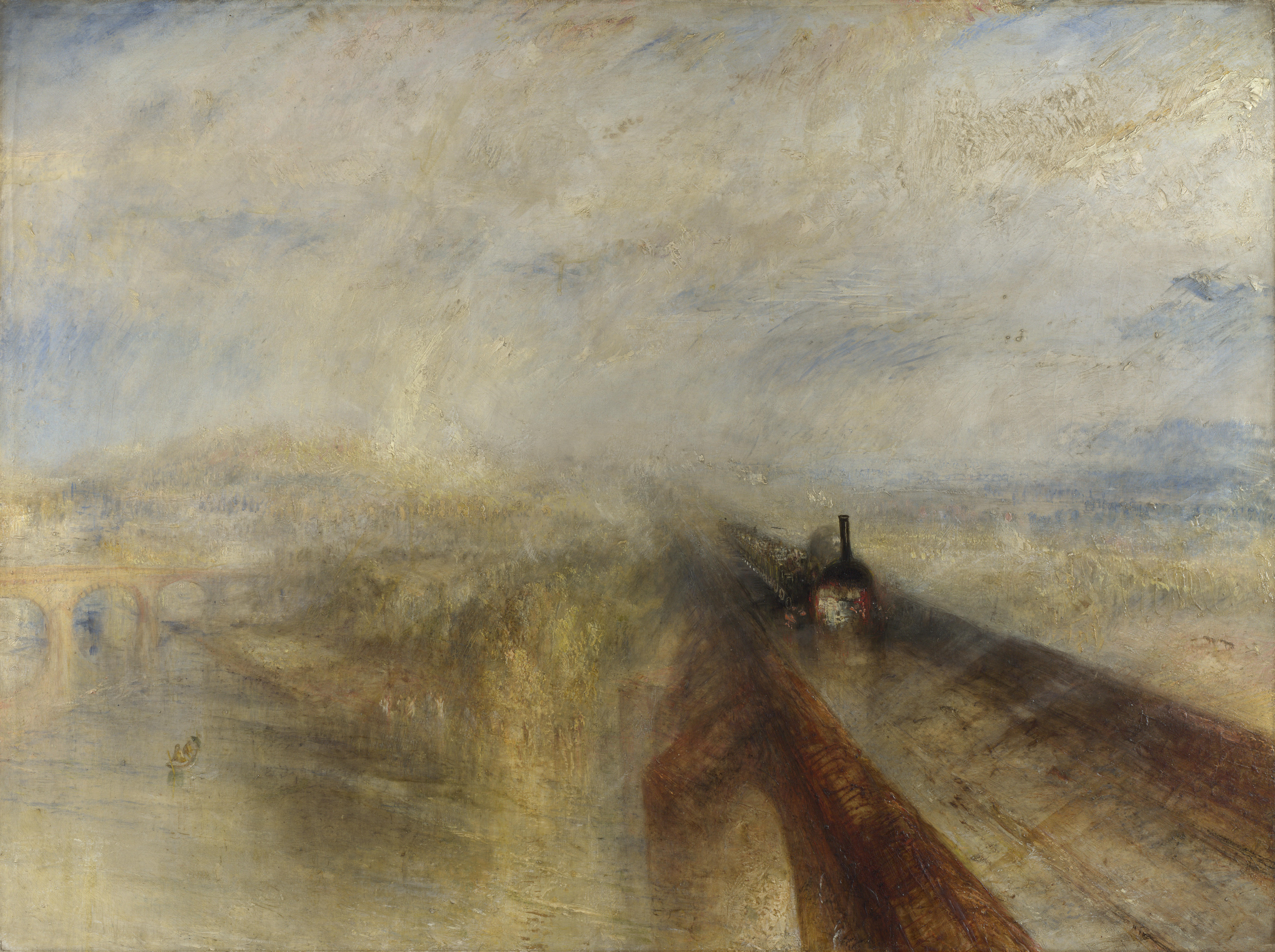
Pluja, vapor i velocitat. El gran ferrocarril de l'Oest, pintat el 1844

Els seus primers treballs, com ara Tintern Abbey (1795) o Venècia: S. Giorgio Maggiore (1819), conserven les tradicions del paisatgisme anglès. Tanmateix, en Anníbal travessant els Alps (1812), el seu èmfasi en el poder destructor de la natura ja comença a sorgir. Turner va perfeccionar la seva tècnica amb l'oli, generant un estil distintiu també amb l'aquarel·la de llums i canvis atmosfèrics.
En els seus últims anys, va emprar cada vegada menys olis, i es va centrar en la llum pura, en els colors del reflex. Exemples d'aquest estil tardà són visibles en Pluja, vapor i velocitat. El gran ferrocarril de l'Oest, pintat el 1844, en què els objectes són difícilment recognoscibles.
Turner, conjuntament amb John Constable, va ser un estendard de la pintura anglesa als seus darrers anys, i va ser popular també a França. Els impressionistes van estudiar acuradament les seves tècniques, per dilucidar el poder de les seves teles. A l'era de l'art modern, fins i tot l'art abstracte s'ha vist influït per ell.
S'ha suggerit que els alts nivells de cendra en l'atmosfera durant 1816, que van conduir a inusuals postes de sol durant l'esmentat període, van poder inspirar el treball de Turner.

## Llegat
Turner va deixar una generosa fortuna que va desitjar que fos invertida per ajudar al que ell anomenava artistes erosionats. La col·lecció va ser llegada a la nació britànica, que va construir on havia estat casa seva una galeria especial. Després de problemes governamentals, vint-i-dos anys després de la seva mort, la seva col·lecció va ser enviada a museus fora de Londres, i a causa d'això va començar a disgregar-se en contra dels desigs de Turner. El 1987, la major part de la col·lecció era a la Clore Gallery, a la Tate Gallery, però el seu disseny va ser fortament criticat.
Existeix un prestigiós premi anual, el Premi Turner, creat honor seu el 1984, que s'ha tornat controvertit, ja que promociona un art no connectat amb la tècnica de Turner.
El 2005, el Temerari va ser escollit com el millor quadre anglès en una votació pública organitzada per la BBC. L'abril de 2006, Christie's va treure a subhasta un quadre amb una vista de Venècia per 35,8 milions de dòlars americans, marcant un nou rècord per a Turner. El comprador va ser un magnat de casino anomenat Stephen Wynn.

## Teatre i Cinema
El juny de 2011 s'estrenà, a l'Arcole Theatre de Londres, l'obra The Painter, basada en la biografia del pintor, de Rebecca Lenkiewicz, sota la direcció de Mehmet Ergen.
A la darreria de 2014, s'estrenà la pel·lícula Mr. Turner, del director anglès Mike Leigh. L'actor Timothy Spall va rebre el premi al millor actor en el Festival de Cannes de 2014, pel seu paper com a Turner.
El Banc d'Anglaterra va anunciar que un retrat de Turner, amb un teló de fons de The Fighting Temeraire, apareixeria al bitllet de 20 lliures a partir del 2020. És el primer billet britànic de 20 lliures imprès en polímer. Es va posar en circulació el 20 de febrer de 2020.

## Obres selectes
- 1799 - Warkworth Castle, Northumberland - Thunder Storm Approaching at Sun-Set, oli sobre tela - Victoria and Albert Museum, Londres.
- 1806 - The Battle of Trafalgar, as Seen from the Mizen Starboard Shrouds of the Victory, oli sobre tela - Tate Gallery, Londres.
- Hacia 1810-1812 - Anníbal creuant els Alps, també conegut com a Tempesta de neu: l'exèrcit d'Aníbal travessant els Alps (Snow Storm: Hannibal and His Army Crossing the Alps), oli sobre tela - Tate Gallery, Londres.
- 1822 - La batalla de Trafalgar (The Battle of Trafalgar), oli sobre tela National Maritime Museum, Greenwich, Londres.
- 1829 - Ulises burlant a Polifem (Ulysses Deriding Polyphemus), oli sobre tela, National Gallery de Londres.
- 1835 - L'incendi del Parlament de Londres (The Burning of the Houses of Lords and Commons), oli sobre tela, Museu d'Art de Filadèlfia.
- 1835 - The Grand Canal, Venice, oli sobre tela, Metropolitan Museum of Art, Nova York.
- 1838 - L'última singladura del «Fighting Téméraire» (The Fighting Temeraire Tugged to Her Last Berth to Be Broken up), oli sobre tela, National Gallery de Londres.
- 1840 - Vaixell d'esclaus - Negrers llançant els morts i moribunds per la borda, el tifó s'acosta (Slave Ship - Slavers Throwing Overboard the Dead and Dying, Typhoon Coming On), oli sobre tela, Museum of Fine Arts, Boston.
- 1842 - Fishing Boats with Hucksters Bargaining for Fish (Vaixells de pesca amb Hucksters; negociació pel peix), oli sobre tela, The Art Institute of Chicago, Chicago.
- 1842 - Pau. Funerals al mar, oli sobre tela, The Art Institute of Chicago, Chicago.
- 1842 - Tempesta de neu al mar, el nom complet del qual és Tempesta de neu: un vapor situat davant d'un port fa senyals en aigües poc profundes i avança a la sonda. L'autor es trobava en aquesta tempesta la nit en què l'Ariel va abandonar Harwich, oli sobre tela, Tate Gallery, Londres.
- 1844 - Pluja, vapor i velocitat. El gran ferrocarril de l'Oest (Rain, Steam and Speed - The Great Western Railway ), oli sobre tela, National Gallery de Londres.
- c. 1798 -1779 - Castell Dolbadarn (Dolbadarn Castle), oli sobre tela Tate Gallery